# ليني يلسون (لاعب كرة قدم مواليد 1983)
لينيلسون بورتو بيكسوتو (من مواليد 9 أكتوبر 1983)، ويُعرف اختصارًا باسم لينيلسون، هو لاعب كرة قدم برازيلي يلعب حاليًا لنادي Sem Clube في مركز الوسط.

## وصلات خارجية
- لينيلسون على موقع ZeroZero
- ليني يلسون  على سكروي